# محمد جمال العالم الثاني
محمد جمال العالم الثاني هو السلطان السادس والعشرون لسلطنة بروناي، وهو ابن السلطان هاشم جليل العالم ووالد أحمد تاج الدين وعمر علي سيف الدين الثالث مولود في سنة 1889 وقد حكم سلطنة بروناي من 1906 إلى وفاته في 1924
كان السلطان 26 من بروناي دار السلام (1906-1924) - لقبه دولاب يانغ مها موليا سلطان محمد جمال علم الثاني ابني آل مرحوم سلطان هاشم جليل علم ( سبتمبر 1924 1889).
وكان الابن البكر للسلطان هاشم جليل العالم عندما توفي والده، وكانت مسؤولية السلطان في يد المجلس بيمونجكا راجا، وهذا هو مجلس الوصاية. إلا أنه في عام 1918 أن توج السلطان. تولى السلطان محمد جمال علم الثاني قدرا كبيرا من الاهتمام في تقدم البلاد، وتشجيع التقدم في الزراعة والطب والتعليم.